# Liste der Baudenkmale in Ribnitz-Damgarten
In der Liste der Baudenkmale in Ribnitz-Damgarten sind alle Baudenkmale der Stadt Ribnitz-Damgarten im Landkreis Vorpommern-Rügen und ihrer Ortsteile aufgelistet. Grundlage ist die Veröffentlichung der Denkmalliste des Landkreises Vorpommern-Rügen, Auszug aus der Kreisdenkmalliste vom Juli 2012 und November 2015.

## Ribnitz-Damgarten
| ID     | Lage                             | Bezeichnung | Beschreibung | Bild |
| ------ | -------------------------------- | --- | --- | --- |
| 10845  | Bahnhofstraße 21 (Karte)         | Wohnhaus | | Wohnhaus |
| 10848  | Bahnhofstraße 31 (Karte)         | Wohnhaus | | Wohnhaus |
| 10843A | Bahnhofstraße 44 (Karte)         | Bahnhof (Empfangsgebäude)                                                                                      | | Weitere Bilder                                                                                                 |
| 10843B | Am Wasserturm 8 (Karte)          | Bahnhof (Lokschuppen)                                                                                          | | Weitere Bilder                                                                                                 |
| 10885  | Bei der Kirche (Karte)           | Kirche St. Marien                                                                                              | Dreischiffige spätromanische Hallenkirche aus Backsteinen als Kern, oftmaliger Umbau, östliche Ergänzungen um zwei Joche mit Strebepfeilern und zwei Portale vom 14. Jh., Turm nach 1455, Mansarddach nach 1759, barocke Kuppel mit Laterne und Turmhelm von 1841/1843 von Demmler, Altaraufsatz von 1781, Altarbild von Suhrlandt                          | Weitere Bilder                                                                                                 |
| 10849  | Büttelstraße 12 (Karte)          | Wohnhaus | | Wohnhaus |
| 10919  | Bauermeisterplatz 1 (Karte)      | Schule T. Bauermeister                                                                                         | | Schule T. Bauermeister                                                                                         |
| 10850  | Damgartener Chaussee 2a (Karte)  | Einkaufsmarkt altes Kino Pa-Li                                                                                 | | Einkaufsmarkt altes Kino Pa-Li                                                                                 |
| 11333  | Damgartener Chaussee 13a (Karte) | Ehemaliges Hauptpostamt                                                                                        | | Ehemaliges Hauptpostamt                                                                                        |
| 10853  | Damgartener Chaussee 14 (Karte)  | Wohnhaus | | Wohnhaus |
| 10854  | Damgartener Chaussee 15 (Karte)  | Wohnhaus | | Wohnhaus |
| 10855  | Damgartener Chaussee 17 (Karte)  | Wohnhaus | | Wohnhaus |
| 10856  | Damgartener Chaussee 26 (Karte)  | Wohnhaus | | Wohnhaus |
| 10857  | Damgartener Chaussee 29 (Karte)  | Wohnhaus | | Wohnhaus |
| 10858  | Damgartener Chaussee 32 (Karte)  | Wohnhaus | | Wohnhaus |
| 10859  | Damgartener Chaussee 34 (Karte)  | Wohnhaus | | Wohnhaus |
| 10860  | Damgartener Chaussee 35 (Karte)  | Wohnhaus | | Wohnhaus |
| 10861  | Damgartener Chaussee 36 (Karte)  | Wohnhaus | | Wohnhaus |
| 10862  | Damgartener Chaussee 37 (Karte)  | Wohnhaus | | Wohnhaus |
| 10863  | Damgartener Chaussee 45 (Karte)  | Wohnhaus | | Wohnhaus |
| 10865  | Damgartener Chaussee 50 (Karte)  | Wohnhaus | | Wohnhaus |
| 10866  | Damgartener Chaussee 52 (Karte)  | Wohnhaus | | Wohnhaus |
| 10868  | Damgartener Chaussee 58 (Karte)  | Wohnhaus | | Wohnhaus |
| 10869  | Damgartener Chaussee 59 (Karte)  | Wohnhaus | | Wohnhaus |
| 10870  | Damgartener Chaussee 60 (Karte)  | Wohnhaus | | Wohnhaus |
| 10872  | Fischerstraße 1 (Karte)          | Wohnhaus | | Wohnhaus |
| 10873A | Fischerstraße 12 (Karte)         | Wohn- und Geschäftshaus mit Speicher                                                                           | | Wohn- und Geschäftshaus mit Speicher                                                                           |
| 10873B | Fischerstraße 12a (Karte)        | Speicher | | Speicher |
| 10876A | Fritz-Reuter-Straße 9 (Karte)    | Wohnhaus | | Wohnhaus |
| 10876B | Fritz-Reuter-Straße 11 (Karte)   | Wohnhaus | | Wohnhaus |
| 10877  | Fritz-Reuter-Straße 10 (Karte)   | Wohnhaus | | Wohnhaus |
| 10878  | Gänsestraße 3 (Karte)            | Haustür | | Haustür |
| 10882  | Gänsestraße 27 (Karte)           | Wohnhaus | | Wohnhaus |
| 10886  | Im Kloster 1 (Karte)             | Klosteranlage Sankt Klaren                                                                                     | Kloster von 1325/29 für Nonnen. Erhalten: Gotische einschiffige Kirche (14. Jh.) mit sechs kreuzrippengewölbten Jochen, kleiner Turm, Sandsteinepitaph nach 1586, gotische Holzplastik, Innen neugotisch nach 1840, Orgel von 1839/40, Klausurgebäudeabriss um 1720, darauf 12 Wohnungen, Bernsteinmuseum im Vorsteherinnenhaus, Küchenmeisterhaus von 1892 | Weitere Bilder                                                                                                 |
| 10938  | Kirchstraße (Karte)              | Kriegerdenkmal 1914/18                                                                                         | | Kriegerdenkmal 1914/18                                                                                         |
| 10936  | Kirchstraße 1 (Karte)            | Wohnhaus | | Wohnhaus |
| 10934B | Kirchstraße/Wasserstraße (Karte) | Ev. Kirche St. Bartholomäus (Friedhof -Kirchplatz)                                                             | | |
| 10887  | Körkwitzer Weg 9 (Karte)         | Villa | | Villa |
| 11380  | Körkwitzer Weg 9 (Karte)         | Gasometer | | Gasometer |
| 10883  | Lange Straße                     | Gedenkstein Wiedervereinigung                                                                                  | | |
| 10923  | Lange Straße (Karte)             | Stadtbefestigung mit Rostocker Tor und Stadtmauerresten                                                        | Viergeschossiges Westtor aus Backsteinen mit oktogonalen Abschlussgeschoss wurde 1290 erwähnt, Torhausabriss an der südlichen Seite von 1930, Mauerreste im Süden der Innenstadt | Stadtbefestigung mit Rostocker Tor und Stadtmauerresten                                                        |
| 10889  | Lange Straße 13 (Karte)          | Apotheke | | Apotheke |
| 10890  | Lange Straße 26 (Karte)          | Wohn- und Geschäftshaus                                                                                        | | Wohn- und Geschäftshaus                                                                                        |
| 10891  | Lange Straße 29 (Karte)          | Wohn- und Geschäftshaus                                                                                        | | Wohn- und Geschäftshaus                                                                                        |
| 10892  | Lange Straße 36 (Karte)          | Wohn- und Geschäftshaus                                                                                        | | Wohn- und Geschäftshaus                                                                                        |
| 10893  | Lange Straße 37 (Karte)          | Wohn- und Geschäftshaus                                                                                        | | Wohn- und Geschäftshaus                                                                                        |
| 10894A | Lange Straße 40 (Karte)          | Wohn- und Geschäftshaus                                                                                        | | Wohn- und Geschäftshaus                                                                                        |
| 10894B | Lange Straße 42 (Karte)          | Wohn- und Geschäftshaus                                                                                        | | |
| 10895  | Lange Straße 41 (Karte)          | Wohn- und Geschäftshaus                                                                                        | | Wohn- und Geschäftshaus                                                                                        |
| 10896  | Lange Straße 46 (Karte)          | Geschäftshaus (Sparkasse)                                                                                      | | Geschäftshaus (Sparkasse)                                                                                      |
| 10897  | Lange Straße 48 (Karte)          | Wohn- und Geschäftshaus                                                                                        | | Wohn- und Geschäftshaus                                                                                        |
| 10898  | Lange Straße 50 (Karte)          | Wohn- und Geschäftshaus                                                                                        | | Wohn- und Geschäftshaus                                                                                        |
| 10899  | Lange Straße 52 (Karte)          | Wohn- und Geschäftshaus                                                                                        | | Wohn- und Geschäftshaus                                                                                        |
| 10900  | Lange Straße 56 (Karte)          | Wohn- und Geschäftshaus                                                                                        | | |
| 10901  | Lange Straße 57 (Karte)          | Wohn- und Geschäftshaus                                                                                        | | |
| 10902  | Lange Straße 60 (Karte)          | Wohn- und Geschäftshaus                                                                                        | | Wohn- und Geschäftshaus                                                                                        |
| 10903  | Lange Straße 64 (Karte)          | Wohn- und Geschäftshaus                                                                                        | | Wohn- und Geschäftshaus                                                                                        |
| 10904  | Lange Straße 65 (Karte)          | Wohnhaus | | |
| 10905  | Lange Straße 66 (Karte)          | Fassade | | |
| 10906  | Lange Straße 67 (Karte)          | Ackerbürgerhaus                                                                                                | | Ackerbürgerhaus                                                                                                |
| 10907  | Lange Straße 68 (Karte)          | Wohn- und Geschäftshaus                                                                                        | | Wohn- und Geschäftshaus                                                                                        |
| 10908  | Lange Straße 70 (Karte)          | Wohn- und Geschäftshaus                                                                                        | | Wohn- und Geschäftshaus                                                                                        |
| 10909  | Lange Straße 72 (Karte)          | Wohn- und Geschäftshaus                                                                                        | | Wohn- und Geschäftshaus                                                                                        |
| 10910  | Lange Straße 84 (Karte)          | Wohn- und Geschäftshaus                                                                                        | | Wohn- und Geschäftshaus                                                                                        |
| 10875  | Mühlenberg                       | Jüdischer Friedhof                                                                                             | | Jüdischer Friedhof                                                                                             |
| 10912  | Mühlenberg 1 (Karte)             | Wohnhaus | | Wohnhaus |
| 10913  | Mühlenberg 3 (Karte)             | Wohnhaus | | Wohnhaus |
| 10874  | Mühlenberg 40 (Karte)            | Friedhof mit Friedhofsportal, Grabkapelle (für Senator König), Friedhofskapelle und Grabstätte von R. Wossidlo | "Friedhof mit Friedhofsportal, Grabkapelle (für Senator König), Friedhofskapelle und Grabstätte von R. Wossidlo" | Friedhof mit Friedhofsportal, Grabkapelle (für Senator König), Friedhofskapelle und Grabstätte von R. Wossidlo |
| 10914  | Mühlenstraße 10 (Karte)          | Schule (altes Amtsgericht)                                                                                     | | Schule (altes Amtsgericht)                                                                                     |
| 10916  | Neue Klosterstraße 16 (Karte)    | Wohn- und Geschäftshaus                                                                                        | | Wohn- und Geschäftshaus                                                                                        |
| 10917  | Nizzestraße 19 (Karte)           | Wohnhaus | | Wohnhaus |
| 10918  | Nizzestraße 22 (Karte)           | Wohnhaus | | Wohnhaus |
| 10920  | Parkstraße 5 (Karte)             | Wohnhaus | | Wohnhaus |
| 10921  | Parkstraße 7 (Karte)             | Wohnhaus | | Wohnhaus |
| 10806A | Pütnitzer Straße 16 (Karte)      | Gutshaus mit Park                                                                                              | | Weitere Bilder                                                                                                 |
| 10806B | Pütnitzer Straße 16              | Park | | Park |
| 10939  | Querstraße 6 (Karte)             | Krankenhaus (jetzt Pflegeheim)                                                                                 | | Krankenhaus (jetzt Pflegeheim)                                                                                 |
| 10931  | Richtenberger Straße 30 (Karte)  | Bahnhof RDG (Ost)                                                                                              | | Weitere Bilder                                                                                                 |
| 10922  | Rostocker Straße 8 (Karte)       | Wohnhaus | | Wohnhaus |
| 10940  | Schillstraße 5 (Karte)           | Rathaus | Klassizistisches Gebäude von 1834, Architekt Johann Georg Barca, dreieckiger Giebel auf dem Mittelrisalit von 1960, Gedenktafel: Am 1. Mai 1945 verhinderte … die Bevölkerung … die Ermordung von 800 Frauen… | Weitere Bilder                                                                                                 |
| 10941  | Schillstraße 7 (Karte)           | Wohnhaus | | Wohnhaus |
| 10924  | Steinstraße 1 (Karte)            | Wohnhaus | | Wohnhaus |
| 10925  | Steinstraße 2 (Karte)            | Wohnhaus | | Wohnhaus |
| 11338  | Stralsunder Straße               | Meilenstein | | |
| 10942  | Stralsunder Straße 8 (Karte)     | Wohn- und Geschäftshaus                                                                                        | | Wohn- und Geschäftshaus                                                                                        |
| 10943  | Stralsunder Straße 12 (Karte)    | Speicher | | Speicher |
| 10944  | Stralsunder Straße 17 (Karte)    | Wohn- und Geschäftshaus                                                                                        | | Wohn- und Geschäftshaus                                                                                        |
| 10945  | Stralsunder Straße 29 (Karte)    | Wohn- und Geschäftshaus                                                                                        | | Wohn- und Geschäftshaus                                                                                        |
| 10946  | Stralsunder Straße 43 (Karte)    | Wohn- und Geschäftshaus                                                                                        | | Wohn- und Geschäftshaus                                                                                        |
| 10926  | Südlicher Rosengarten 15 (Karte) | Haustür | | Haustür |
| 10928  | Südlicher Rosengarten 32 (Karte) | Kindergarten                                                                                                   | | Kindergarten                                                                                                   |
| 10929  | Südlicher Rosengarten 34 (Karte) | Wohnhaus | | Wohnhaus |
| 10930  | Ulmenallee 11 (Karte)            | Schule mit Turnhalle Gerbersche Höhere Mädchenschule                                                           | | Schule mit Turnhalle Gerbersche Höhere Mädchenschule                                                           |
| 10935  | Wasserstraße 34a (Karte)         | kath. Kirche (jetzt Bibliothek)                                                                                | | kath. Kirche (jetzt Bibliothek)                                                                                |
| 10937  | Wasserstraße 48 (Karte)          | Pfarramt | | Pfarramt |
| 11352  |                                  | Halbmeilenobelisk                                                                                              | | Halbmeilenobelisk                                                                                              |
| 10807A |                                  | Ehemaliger Fliegerhorst in seiner Sachgesamtheit                                                               | | Ehemaliger Fliegerhorst in seiner Sachgesamtheit                                                               |
| 10807B |                                  | Ehem. Fliegerhorst – westliche Siedlung                                                                        | | |
| 10807C |                                  | Ehem. Fliegerhorst – mittlere Siedlung                                                                         | | |
| 10807C |                                  | Ehem. Fliegerhorst – mittlere Siedlung                                                                         | | |
| 10807D |                                  | Ehem. Fliegerhorst – östliche Siedlung                                                                         | | |
| 10807E |                                  | Ehem. Fliegerhorst – Gedenkstätte mit Obelisk                                                                  | | |
| 10807F |                                  | Ehem. Fliegerhorst – Kommandantur                                                                              | | |
| 10807G | (Karte)                          | Ehem. Fliegerhorst – Tower                                                                                     | | |
| 10807H |                                  | Ehem. Fliegerhorst – östliche Shelter                                                                          | | |
| 10807I |                                  | Ehem. Fliegerhorst – westliche Shelter                                                                         | | |
| 10807J |                                  | Ehem. Fliegerhorst – deutsche Rollbahn                                                                         | | |
| 10807K |                                  | Ehem. Fliegerhorst – sowjetische Rollbahn                                                                      | | |
| 10807K |                                  | Ehem. Fliegerhorst – sowjetische Rollbahn                                                                      | | |
| 10807L |                                  | Ehem. Fliegerhorst – Hangar 1                                                                                  | | |
| 10807M |                                  | Ehem. Fliegerhorst – Hangar 2                                                                                  | | |
| 10807N |                                  | Ehem. Fliegerhorst – Hangar 3                                                                                  | | |
| 10807O |                                  | Ehem. Fliegerhorst – Hangar 4                                                                                  | | |
| 10807P |                                  | Ehem. Fliegerhorst – Hangar 5                                                                                  | | |

## Beiershagen
| ID   | Lage          | Bezeichnung                                                                  | Beschreibung | Bild |
| ---- | ------------- | ---------------------------------------------------------------------------- | ------------ | ---- |
| 186A | Gutsstraße 4  | Gutshaus                                                                     |              |      |
| 186B | Gutsstraße 4a | Gutshaus                                                                     |              |      |
| 1314 |               | Moischenstein (historische Grenzmarkierung zwischen Mecklenburg und Pommern) |              |      |

## Borg
| ID   | Lage                  | Bezeichnung       | Beschreibung | Bild              |
| ---- | --------------------- | ----------------- | ------------ | ----------------- |
| 1334 | Bei den Borger Tannen | Ganzmeilenobelisk |              | Ganzmeilenobelisk |

## Dechowshof
| ID   | Lage                     | Bezeichnung             | Beschreibung | Bild |
| ---- | ------------------------ | ----------------------- | ------------ | ---- |
| 260A | Verbindungsweg 5 (Karte) | Gutshaus                |              |      |
| 260B | Verbingsweg 5            | Gutshaus (Nebengebäude) |              |      |

## Freudenberg
| ID  | Lage                    | Bezeichnung                              | Beschreibung | Bild                                     |
| --- | ----------------------- | ---------------------------------------- | ------------ | ---------------------------------------- |
| 342 | Am Dorfplatz 1 (Karte)  | Gutshaus (Altenheim) mit Landschaftspark |              | Gutshaus (Altenheim) mit Landschaftspark |
| 343 | Marlower Straße (Karte) | Mausoleum                                |              |                                          |

## Hirschburg
| ID   | Lage                  | Bezeichnung               | Beschreibung | Bild |
| ---- | --------------------- | ------------------------- | ------------ | ---- |
| 463  | Am Waldessaum (Karte) | Kriegerdenkmal 1914/1918  |              |      |
| 1321 | Zum Forsthof 15       | Forsthof mit Nebengebäude |              |      |

## Klockenhagen
| ID  | Lage                            | Bezeichnung                                         | Beschreibung | Bild                                                |
| --- | ------------------------------- | --------------------------------------------------- | --- | --------------------------------------------------- |
| 538 | Mecklenburger Straße 57 (Karte) | Niederdeutsches Hallenhaus mit Scheune (Hof Peters) | | Niederdeutsches Hallenhaus mit Scheune (Hof Peters) |
| 539 | Mecklenburger Straße 57 (Karte) | Freilichtmuseum                                     | Historische Gebäude aus 18 Dörfern wurden abgebaut und hier wieder errichtet: Kirchenschiff als Fachwerkbau von 1790 der Dorfkirche Dargelütz, Museumsrestaurant Up dei Däl von 1671, Bockwindmühle, Dorfladen, Backhaus mit Backofens von 1910, Kräutergarten | Weitere Bilder                                      |

## Petersdorf
| ID   | Lage                   | Bezeichnung                    | Beschreibung                                                          | Bild                           |
| ---- | ---------------------- | ------------------------------ | --------------------------------------------------------------------- | ------------------------------ |
| 688C | Am Berg                | Gutsanlage (Park)              |                                                                       |                                |
| 688A | Am Berg 2 (Karte)      | Gutsanlage (Gutshaus mit Park) | 1-gesch. Putzbauwerk von um 1910, verschandelt durch übergroße Gaube. | Gutsanlage (Gutshaus mit Park) |
| 689  | Am Klosterbach (Karte) | Kriegerdenkmal 1914/18         |                                                                       | Kriegerdenkmal 1914/18         |
| 688B |                        | Gutsanlage (Park)              |                                                                       |                                |

## Pütnitz
| ID    | Lage             | Bezeichnung | Beschreibung | Bild      |
| ----- | ---------------- | ----------- | ------------ | --------- |
| 11332 | Gutspark (Karte) | Mausoleum   |              | Mausoleum |

## Quelle
- Denkmalliste des Landkreises Vorpommern-Rügen